# 特別牛乳
特別牛乳（とくべつぎゅうにゅう）は、乳等省令（乳及び乳製品の成分規格等に関する省令）によって特別牛乳さく取処理業の許可を受けた施設で製造された無調整牛乳で、特別牛乳として販売されるものである。特に優れた飼育環境や特別な牛乳処理施設が必要とされ、日本全国に4か所(2018年10月現在)しか存在しない。

## 概要
アメリカ合衆国の certified milkを範例とした特別牛乳は、1933年（昭和8年）、内務省の牛乳営業取締規則の改正により制定され、1947年（昭和22年）12月の食品衛生法に引き継がれた。

### 規格および基準
乳及び乳製品の成分規格等に関する省令
- 無脂乳固形分 8.5%以上
- 乳脂肪分 3.3%以上
- 細菌数（標準平板培養法で1ml当たり） 30,000個以下
- 大腸菌群 陰性
- 特別牛乳さく取処理業の許可を受けた施設で搾取した生乳を処理して製造すること
- 殺菌する場合は63℃-65℃の間で30分間加熱殺菌すること
- 処理後（殺菌した場合は殺菌後）ただちに10℃以下に冷却し保存すること

## 生産地
2015年3月時点、4か所で製造されている。
- 想いやりファーム（旧：中札内村レディースファーム） - 北海道河西郡中札内村[8]、日本で唯一の無殺菌牛乳[9]。
- 雪印こどもの国牧場 - 神奈川県横浜市[10]。
- クローバー牧場 - 京都府木津川市[7][11]。
- 白木牧場 - 福岡県嘉麻市、ジャージー牛乳[12]。

生産終了
- チチヤス
- 東毛酪農業協同組合根利牧場
- 中部乳業